# Cidade Negra
Cidade Negra é uma banda de reggae brasileira, formada em 1986, na cidade de Belford Roxo, Rio de Janeiro, cuja última formação contava com Bino Farias (baixo) e Toni Garrido (vocal). Suas letras falam de amor e problemas socioculturais e filosóficos. Atualmente se apresentam como uma dupla de reggae 

## História

### Início
Foi tudo uma questão de fé, pois o pai de Bino tocava violão e sua mãe cantava em um coral de uma igreja local. Bino era também frequentador assíduo do lugar e foi lá que conheceu Da Ghama e Lazão, e com eles formou o Novo Tempo, com uma missão simplória: tocar num festival da igreja. Em 1983 com a entrada de Bernardo surgiu o Lumiar (primeiro nome da banda), os jovens eram abastecidos pela paixão em comum pelo ritmo jamaicano, Bob Marley, em especial, pelo funk e soul dos anos 1970 como Tim Maia, além de grandes clássicos do rock como Led Zeppelin. Foi dessa junção de estilos, que sairia o som único e inconfundível do Cidade Negra. O primeiro concerto aconteceu em 1986 no Teatro Arcadia, na Baixada, como parte de um projeto musical batizado de "Terças Culturais". A mudança de nome ocorreu em função da existência de outra banda com o mesmo nome Lumiar, a partir de então a banda passou a se chamar Cidade Negra, os ensaios ocorriam na casa de Da Ghama, com instrumentos emprestados. Um documentário da BBC de Londres sobre a cultura na Baixada, dando ênfase a banda, serviu de incentivo para o grupo, foi então que em 1990, a Sony Music, ainda CBS, resolveu apostar neles. Logo depois em 1991, com Nelson Meirelles na mesa de produção, veio seu primeiro álbum, Lute Para Viver, maduro, com letras politizadas e sobre a vida e seus ensinamentos. Dele se destacou o hit "Falar a Verdade", um tiro que assaltou todas as rádios do Brasil na época e que até hoje é pedido nos concertos. O álbum também contou com a participação mais que especial do consagrado Jimmy Cliff na canção "Mensagem".

### Reggae Sunsplash Festival
Já no ano seguinte o grupo atravessou fronteiras, indo tocar no Reggae Sunsplash Festival, em Montego Bay, na Jamaica; tornando-se os primeiros artistas latino-americanos a participar do evento. No retorno, o Cidade Negra voltou aos estúdios. Em 1992 veio Negro no Poder, ainda mais pesado e politizado, e talvez por isso menos aceito pela mídia. Esse foi o último disco de Bernardo com a banda, pois o mesmo saíra para seguir carreira solo.

### Toni Garrido
O ano de 1994 foi um ano de transição para o grupo. Toni Garrido ex-vocalista da Banda Bel (uma banda de samba, funk e soul) substituiu Ras Bernardo nos vocais do grupo e logo mostrou a que veio, imprimindo seu toque nas novas composições. Juntamente com o experiente Liminha, agora na produção, o som do grupo tornou-se mais diversificado, mais pop, mas sem se perder das raízes do reggae e dos temas sociais.

### Sobre Todas as Forças
O terceiro álbum: Sobre Todas as Forças, coroou a banda, consagrando-a para o sucesso, com grandes sucessos como "A Sombra da Maldade" e "Pensamento". O álbum caiu nas graças do público, até mesmo daqueles que nunca haviam dado bola para o ritmo jamaicano. Dessa vez o álbum contou com a participação de Shabba Ranks na canção "Downtown". Mas o grande sucesso mesmo desse álbum foi a romântica "Onde Você Mora?", de autoria de Nando Reis e Marisa Monte. O álbum também contou com a participação de Gabriel o Pensador.

### Solidificação do sucesso
Lançado em 1996, o quarto álbum O Erê solidificou o sucesso da banda. Uma vez mais produzido por Liminha, o álbum contou com as participações de Patra em "Realidade Virtual" e do grupo Inner Circle na canção "Free". "Firmamento" juntamente com a faixa-título "O Erê" foram os principais hits do álbum. Mais tarde, em 1998, viria o quinto álbum da banda Quanto Mais Curtido Melhor, novamente produzido por Liminha, emplacando nas paradas com mais um hit, a canção "A Estrada". O álbum contou com a participação de Lulu Santos na inédita "Sábado à Noite" e também da cantora beninense Angelique Kidjo. Lançado em 1999, o álbum duplo Hits & Dubs mostrou o quanto a banda é reconhecida dentro e fora do país. Enquanto o Hits contém uma coletânea com os maiores sucessos da banda desde seu início, o Dubs trata-se de versões das canções da banda remixadas por alguns dos maiores nomes do reggae e do dub como Lee 'Scratch' Perry, Steel Pulse e Mad Professor; e de produtores amigos da banda, como Nelson Meirelles, Liminha e Paul Ralphes. No ano seguinte, em 2000, viria o sexto álbum da banda, Enquanto o Mundo Gira, talvez aquele que mais tenha se afastado do reggae, aderindo ao pop. Deste álbum destacam-se as canções "A Flecha e o Vulcão", "Podes Crer" e "Voz do Excluído", esta com participação de MV Bill.

### Acústico MTV: Cidade Negra
Em 2001, chegou a vez da banda gravar seu Acústico MTV: Cidade Negra, lançado em 2002, em CD e DVD. Produzido por Liminha e Paul Ralphes, o álbum é uma compilação de grandes sucessos da banda em versões acústicas, levemente retocadas. Além dos grandes sucessos, o álbum traz as inéditas "Girassol", "Berlim" e a versão em português de "Johnny B. Goode" de Chuck Berry, com o arranjo igual a versão de Peter Tosh. O álbum contou com a participação de Gilberto Gil na versão de "Extra".

### Perto de Deus
Em 2004, a banda lança o álbum Perto de Deus, produzido por Paul Ralphes. Destaque para a faixa-título "Perto de Deus", com a participação de Anthony B e para as canções "Além das Ondas", "Eu Sei Que Ela" e "O Homem Que Faz a Guerra", com a participação de Rappin' Hood. O álbum também traz a versão de "Concrete Jungle", de Bob Marley.

### Direto ao Vivo
Em 2006, comemorando vinte anos de carreira, o grupo carioca lançou o duo CD e de igual maneira DVD Direto ao Vivo. Gravado na Fundição Progresso, na Lapa, Rio de Janeiro, o CD traz dezoito faixas, incluindo os grandes sucessos e sete canções inéditas, três delas gravadas em estúdio. Dentre as inéditas podemos destacar "Bamba" (ao vivo) e "O Paraíso tem um Tempo Bom" (estúdio). Participações especiais não faltaram, Lulu Santos e Os Paralamas do Sucesso marcaram presença, engrandecendo ainda mais o evento.

### Diversão ao Vivo
Não rendendo o sucesso esperado com o álbum Direto ao Vivo, a Sony BMG acabou não renovando seu contrato com a banda, que logo encontrou abrigo na EMI e lançou o álbum Diversão ao Vivo, gravado no Teatro Popular de Niterói, em 16 de agosto de 2007, lançado segundo a própria banda, apenas por diversão. Neste álbum, produzido por Nilo Romero, a banda homenageia grandes nomes da música brasileira, como Cazuza, Chico Buarque, Jorge Ben Jor e Legião Urbana; regravando grandes sucessos da MPB na versão reggae. O álbum não traz composições inéditas do grupo. A música de trabalho do álbum foi "Meu Coração", composição de Gilberto Gil e Pepeu Gomes, lançada originalmente em 1979.

### Saída de Toni Garrido e chegada de Alexandre Massau
Em abril de 2008, Toni Garrido anunciou sua saída da banda, após 14 anos de estrada, seguindo carreira com o supergrupo Flecha Black e realizando trabalhos solo. Toni cumpriu o que já estava marcado na agenda da banda e realizou seu último concerto na Festa Estadual do Leite Presidente Getúlio, Santa Catarina, em 31 de maio de 2008. No dia 13 de junho, a banda anunciou a chegada do novo vocalista Alexandre Massau, ex-vocalista das bandas mineiras Berimbrown e Preto Massa. Alexandre se mudou para Rio de Janeiro, onde alavancou de vez sua carreira ao ser o mais cotado substituto de Toni Garrido na banda. Logo em seguida, fez sua estreia no grupo, no Festival de Inverno da cidade mineira de Santos Dumont, em 29 de julho do mesmo ano, com calorosa recepção do público. Cinco meses após a saída de Toni Garrido, o guitarrista Da Ghama anunciou em seu site sua saída da banda, seguindo carreira solo, que já vinha se dedicando desde meados do ano, trabalhando na produção de seu primeiro álbum solo, Violas e Canções. Com a saída de Da Ghama, a banda segue como um trio. Com a saída do guitarrista contratado Sérgio Yazbek, entram os guitarristas Alexandre Prol e Egler Bruno, ambos músicos experientes com trânsito em vários estilos, dando um encorpada na sonoridade. Completa a formação o tecladista Alex Meirelles, já há anos na banda.

### Retorno de Toni Garrido eHei, Afro!
Após quase dois anos e meio afastado, em janeiro de 2011, Toni Garrido voltou a fazer shows com a banda. No entanto, sua volta oficial só ocorreu no fim de 2012, quando se juntou à banda nas gravações do álbum Hei, Afro!, lançado em 2012.

### Rock in Rio VI
Em 2015, a banda fez história no Festival Rock In Rio, sendo a primeira banda de reggae a tocar no Palco Mundo do Festival, dividindo a noite com A-Ha e Katty Perry. Sendo transmitido mundialmente. Gravou também o DVD e álbum das comemorações dos 30 anos do Festival.

### Tributo a Gilberto Gil
Em 2017, durante o Rock in Rio VII, a banda apresentou no Palco Sunset o tributo a Gilberto Gil no show "Cidade Canta Gil", em janeiro de 2018, lançaram o single "Abri a Porta" de Gilberto Gil e Dominguinhos.

### Disputas pela marca, nova formação e fim da banda
Em dezembro de 2018, Toni Garrido fez o registro da marca registrada "Cidade Negra" no Instituto Nacional da Propriedade Industrial. Em fevereiro de 2019, o guitarrista Da Ghama também fez o registro da banda e foi indeferido. Uma vez que esse acabou sendo concedido para Toni Garrido, Da Ghama formou o projeto Originais Cidade, com o baterista Lazão e o primeiro vocalista do Cidade Negra, Ras Bernardo. Da formação original, apenas Bino Farias permaneceu com Toni Garrido.
Em 2022, em meio a brigas com ex-integrantes do grupo, Garrido anunciou o fim da formação composta por ele e Farias, e do Cidade Negra como um todo, por consequência.

## Integrantes

### Última formação
- Bino Farias: baixo (1986 - 2022)
- Toni Garrido: voz, guitarra rítmica e violão (1994 - 2008; 2010 - 2022)

### Outros integrantes
- Ras Bernardo: voz (1986 - 1994)
- Da Ghama: guitarra solo e vocal de apoio (1986 - 2008)
- Alexandre Massau: voz (2008 - 2010)
- Lazão: bateria, percussão e vocal de apoio (1986 - 2022)

## Discografia

### Álbuns de estúdio
- (1990) Lute para Viver
- (1992) Negro no Poder
- (1994) Sobre Todas as Forças
- (1996) O Erê
- (1998) Quanto Mais Curtido Melhor
- (2000) Enquanto o Mundo Gira
- (2004) Perto de Deus
- (2010) Que Assim Seja
- (2012) Hei, Afro!

### Coletâneas
- (1999) Hits & Dubs

### Álbuns ao vivo
- (2002) Acústico MTV: Cidade Negra
- (2006) Direto ao Vivo
- (2007) Diversão ao Vivo

## Prêmios e indicações

### MTV Video Music Brasil
| Ano  | Trabalho              | Prêmio                      | Indicação                                       | Notas                                           | Resultado | Ref.          |
| ---- | --------------------- | --------------------------- | ----------------------------------------------- | ----------------------------------------------- | --------- | ------------- |
| 1995 | "A Sombra da Maldade" | MTV Video Music Brasil 1995 | Melhor Videoclipe de Pop                        |                                                 | Indicado  | [ 10 ]        |
| 1995 | "A Sombra da Maldade" | MTV Video Music Brasil 1995 | Melhor Edição em Videoclipe                     |                                                 | Indicado  | [ 10 ]        |
| 1997 | "Firmamento"          | MTV Video Music Brasil 1997 | Melhor Videoclipe do Ano - Escolha da Audiência |                                                 | Indicado  | [ 11 ]        |
| 1998 | "Realidade Virtual"   | MTV Video Music Brasil 1998 | Melhor Videoclipe do Ano                        |                                                 | Indicado  | [ 12 ]        |
| 1998 | "Realidade Virtual"   | MTV Video Music Brasil 1998 | Melhor Videoclipe do Ano - Escolha da Audiência |                                                 | Indicado  | [ 12 ]        |
| 1998 | "Realidade Virtual"   | MTV Video Music Brasil 1998 | Melhor Videoclipe de Pop                        |                                                 | Indicado  | [ 12 ]        |
| 1998 | "Realidade Virtual"   | MTV Video Music Brasil 1998 | Melhor Direção em Videoclipe                    |                                                 | Indicado  | [ 12 ]        |
| 1998 | "Realidade Virtual"   | MTV Video Music Brasil 1998 | Melhor Edição em Videoclipe                     |                                                 | Indicado  | [ 12 ]        |
| 1998 | "Realidade Virtual"   | MTV Video Music Brasil 1998 | Melhor Direção de Arte em Videoclipe            |                                                 | Indicado  | [ 12 ]        |
| 1998 | "Realidade Virtual"   | MTV Video Music Brasil 1998 | Melhor Fotografia em Videoclipe                 |                                                 | Indicado  | [ 12 ]        |
| 1999 | "Já Foi"              | MTV Video Music Brasil 1999 | Melhor Videoclipe do Ano                        |                                                 | Indicado  | [ 13 ]        |
| 1999 | "Já Foi"              | MTV Video Music Brasil 1999 | Melhor Videoclipe do Ano - Escolha da Audiência |                                                 | Indicado  | [ 13 ]        |
| 1999 | "Já Foi"              | MTV Video Music Brasil 1999 | Melhor Videoclipe de Pop                        |                                                 | Indicado  | [ 13 ]        |
| 1999 | "Já Foi"              | MTV Video Music Brasil 1999 | Melhor Edição em Videoclipe                     | Editores: Oscar Rodrigues Alves / Rogério Alves | Indicado  | [ 13 ]        |
| 1999 | "Já Foi"              | MTV Video Music Brasil 1999 | Melhor Fotografia em Videoclipe                 | Diretor de fotografia: Adriano Goldman          | Indicado  | [ 13 ]        |
| 2001 | "A Flecha e o Vulcão" | MTV Video Music Brasil 2001 | Melhor Edição em Videoclipe                     | Editor: Daniel Rezende                          | Indicado  | [ 14 ]        |
| 2002 | "Girassol"            | MTV Video Music Brasil 2002 | Melhor Videoclipe do Ano - Escolha da Audiência |                                                 | Indicado  | [ 15 ]        |
| 2005 | "Perto de Deus"       | MTV Video Music Brasil 2005 | Melhor Videoclipe do Ano - Escolha da Audiência |                                                 | Indicado  | [ 16 ] [ 17 ] |

### Prêmio Multishow de Música Brasileira
| Ano  | Trabalho        | Prêmio                                     | Indicação                | Resultado | Ref.   |
| ---- | --------------- | ------------------------------------------ | ------------------------ | --------- | ------ |
| 1997 | Cidade Negra    | Prêmio Multishow de Música Brasileira 1997 | Melhor Grupo Musical     | Venceu    | [ 18 ] |
| 2005 | Perto de Deus   | Prêmio Multishow de Música Brasileira 2005 | Melhor CD do Ano         | Indicado  | [ 19 ] |
| 2005 | "Perto de Deus" | Prêmio Multishow de Música Brasileira 2005 | Melhor Videoclipe do Ano | Indicado  | [ 19 ] |

### Grammy Latino
| Ano  | Trabalho              | Prêmio                | Indicação                                        | Resultado | Ref.          |
| ---- | --------------------- | --------------------- | ------------------------------------------------ | --------- | ------------- |
| 2001 | Enquanto o Mundo Gira | Grammy Latino de 2001 | Grammy Latino de Melhor Álbum de Rock Brasileiro | Indicado  | [ 20 ] [ 21 ] |